# 783 до н. е.

## Події
- Після смерті Адад-нірарі III царем Ассирії став Салманасар IV;
- Уззія, цар Юдеї, сходить на трон;
- Шіпті-Баал, правитель міста Бібл (до 740 р. до н. е.)

### Астрономічні явища
- 30 січня. Повне сонячне затемнення.[1]
- 26 липня. Часткове сонячне затемнення.[1]
- 21 грудня. Часткове сонячне затемнення.[1]